# De grote vissen eten de kleine (gravure)
De grote vissen eten de kleine is een gravure van de Zuid-Nederlandse prentkunstenaar Pieter van der Heyden naar een ontwerp van Pieter Bruegel de Oude.

## Voorstelling
Het stelt een oude man voor die een klein jongetje wijst op een enorme vis met in zijn bek en in zijn maag een grote hoeveelheid kleinere vissen, die op hun beurt weer nog kleinere vissen in hun bek hebben. Een man met een groot mes met daarop een rijksappel snijdt de buik van de vis open. Een man met een drietand bewerkt de grote vis aan de andere zijde. Onder de prent staan de volgende twee bijschriften:

GRANDIBVS EXIGVI SVNT PISCES PISCIBVS ESCA.
(Kleine vissen zijn voedsel voor grote vissen)

Siet sone dit hebbe ick zeer langhe gheweten dat die groote vissen villen de cleÿne eten.
(Kijk, zoon, dit weet ik al heel lang, dat de grote vissen graag de kleine eten)

Verder staat bij de oude man het woord ecce (kijk!). De voorstelling verwijst naar het evangelie naar Jacobus. Dit evangelie vermaant de rijken de armen niet uit te buiten.

## Toeschrijving

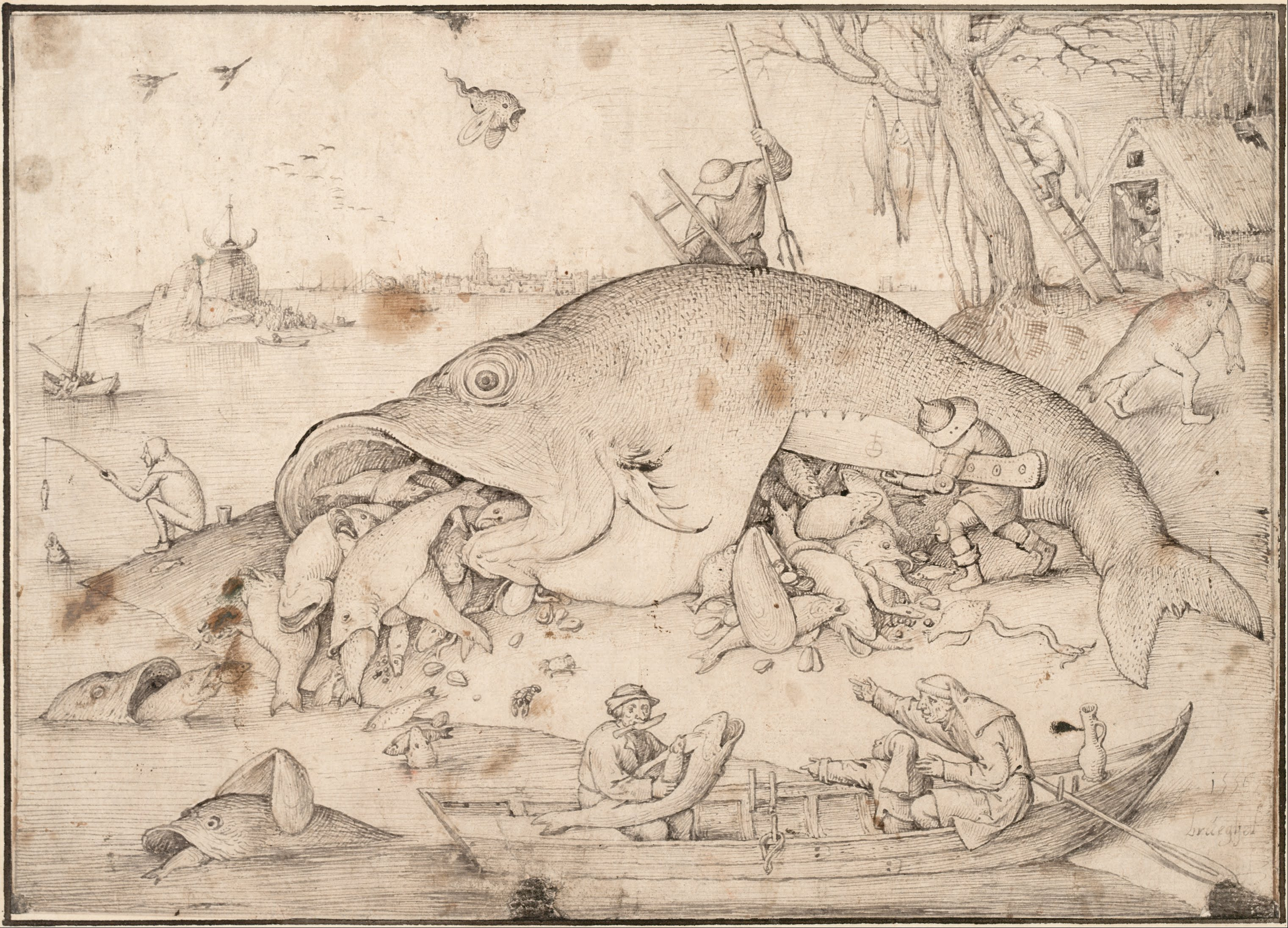
Pieter Bruegel (I). De grote vissen eten de kleine. 1556. Pen in blauwgrijs op papier. Wenen, Albertina.

De prent is uitgevoerd door Pieter van der Heyden en uitgegeven door Hieronymus Cock. Volgens een opschrift linksonder is hij ontworpen door Jheronimus Bosch. In tegenstelling tot veel prenten uit die tijd is de ontwerptekening (in spiegelbeeld) bewaard gebleven. Deze is echter gesigneerd door Pieter Bruegel de Oude. Daarnaast wordt op dezelfde prent in spiegelbeeld, uitgegeven door Claes Jansz. Visscher, Bruegel als inventor (bedenker) genoemd.
Wel zijn in de prent enkele ideeën van Bosch verwerkt, zoals het grote mes, dat ook voorkomt op Bosch' Laatste Oordeel-drieluik in Wenen. Het motief van een grote vis die een kleine vis eet komt voor op het linker binnenluik van het Antonius-drieluik in Lissabon.
De compositie als geheel is echter vrijwel zeker door Bruegel bedacht. Volgens Charles de Tolnay is het opschrift ‘Hieronijmus Bos inventor’ door de uitgever aangebracht om de prent beter te doen verkopen.

## Versies
Van de prent bestaan minstens vier staten, uitgegeven door Hieronymus Cock, Joannes Galle, Hendrik Hondius en Claes Jansz. Visscher. Volgens Maurice Gossart is er ook een staat uit 1551 met het monogram van Pieter van der Heyden en de naam van de uitgever Cock. Deze zou hetzelfde Latijnse bijschrift hebben.